# لطفاً مرا ببخش
«لطفاً مرا ببخش» یک تک‌آهنگ از هنرمند اهل کانادا برایان آدامز است که در ۲ نوامبر ۱۹۹۳ منتشر شد.
این تک‌آهنگ در چارت‌های استرالیا، در رتبه اول و در چارت‌های ، سوئد، اتریش، بریتانیا، نیوزلند، جزو ده ترانه اول قرار گرفت.